# Belianska kopa
Die Belianska kopa (älter slowakisch Belanská kopa oder Kopa; deutsch Durlsberg, ungarisch Bélai-domb, auch Durándi-hegy oder Kopa-hegy, polnisch Bielska Kopa, auch Twarożna oder Kopa) ist ein Berg am Rande des Gebirges Belianske Tatry (deutsch Belaer Tatra) innerhalb der Tatra. Er ist 1835 m n.m. hoch und erhebt sich südlich des Hauptkamms zwischen den Bergen Hlúpy (deutsch Törichter Gern) und Zadné Jatky (deutsch Hintere Fleischbank), auf einem vom nordwestlich gelegenen Sattel Kopské sedlo (deutsch Kopapass) verlaufenden Grat, der die Täler Dolina Bielych plies und Predné Meďodoly trennt. Von einigen Autoren (z. B. Ivan Bohuš) wird der Berg jedoch der Hohen Tatra zugerechnet, genauer einem vom Berg Jahňací hrb verlaufenden Seitengrat, getrennt durch den Sattel Predné Kopské sedlo.
Der Berg hieß historisch auf Deutsch Durlsberg. Von einigen Historikern wird der Name mit dem Dorf Tvarožná (deutsch Dur[e]lsdorf) verbunden, dessen Hirten ihre Herden bis zum Berg hinaufgetrieben haben sollen. Nach der Ansicht des Professoren Alfréd Grósz ist der Name jedoch vom zipserdeutschen Tureltsberg abgeleitet worden, wobei Turelt auf Standarddeutsch Käse bedeutet. Praktisch ab dem 13. Jahrhundert gab es auf dem Berghang Schafhürden, zuerst die der Stadt Spišská Belá (deutsch Zipser Bela), ab 1543 auch jene von Kežmarok (deutsch Kesmark). Für die Platzierung von Schafhürden war eine am Nordosthang des Bergs gelegene Karstquelle maßgebend, da für Käseherstellung und Almbetrieb eine gute Wasserquelle notwendig ist. Nach der Gründung der Tschechoslowakei, als sämtliche Flur- und Bergnamen in die slowakische Sprache übertragen werden sollten, war dem Übersetzer die Bedeutung des Bergnamens unbekannt, stattdessen nutzte man den Namen des Sattels Kopské sedlo und sah dort eine Verwandtschaft mit dem slowakischen Wort kopa (= Berg, Haufen, vgl. deutsch Kuppe). Somit bedeutet der heutige slowakische Name etwa Belaer Berg.
Zum Gipfel führt kein markierter Wanderweg, am südwestlichen Hang verläuft ein rot markierter Weg vom Abzweig Veľké Biele pleso zum Sattel Kopské sedlo und weiter nach Ždiar. Am Kopské sedlo zweigt ein blau markierter Weg Richtung Tatranská Javorina ab.